# Tiro nos Jogos Olímpicos de Verão de 2012 - Pistola livre 25 m feminino
A prova da pistola livre 25 metros feminino do tiro nos Jogos Olímpicos de Verão de 2012 foi disputada em 29 de julho no Royal Artillery Barracks, em Londres.
39 atletas de 28 nações participam do evento. A competição consistiu de duas rodadas (uma de qualificação, e uma final). Na qualificação, cada atiradora efetuou 60 disparos usando uma pistola a uma distância fixa de 25 metros do alvo. Cada tiro vale de 1 a 10 pontos. Os primeiros 30 disparos eram de precisão com séries de 5 tiros a ser efetuados em 5 minutos. Os outros 30 disparos eram de velocidade e as atiradoras tinham 3 segundos para efetuar cada disparo.
As 8 melhores atiradoras desta fase avançam à final. Nesta fase, as atiradores efetuam mais 20 disparos de precisão, em quatro sets de 5 tiros, que valem de 0.1 a 10.9. A pontuação total de todos os 80 disparos determinam a pontuação final.
A medalhista de ouro foi Kim Jang-Mi, da Coreia do Sul, a medalha de prata para a chinesa Chen Ying e o bronze para Olena Kostevych, da Ucrânia.

## Medalhistas
| Ouro   | KOR Kim Jang-Mi     |
| Prata  | CHN Chen Ying       |
| Bronze | UKR Olena Kostevych |

## Resultados

### Qualificação
| Pos. | Atleta                        | 1   | 2   | 3   | PR  | 4   | 5   | 6   | RF  | Total    | Notas |
| ---- | ----------------------------- | --- | --- | --- | --- | --- | --- | --- | --- | -------- | ----- |
| 1    | KOR Kim Jang-Mi               | 98  | 100 | 100 | 298 | 98  | 97  | 98  | 293 | 591      | Q,    |
| 2    | THA Tanyaporn Prucksakorn     | 100 | 97  | 98  | 295 | 98  | 97  | 96  | 291 | 586      | Q     |
| 3    | CHN Chen Ying                 | 97  | 95  | 96  | 288 | 98  | 99  | 100 | 297 | 585      | Q     |
| 4    | RUS Kira Mozgalova            | 93  | 99  | 97  | 289 | 99  | 99  | 98  | 296 | 585      | Q     |
| 5    | UKR Olena Kostevych           | 98  | 96  | 99  | 293 | 100 | 95  | 97  | 292 | 585      | Q     |
| 6    | HUN Zsófia Csonka             | 98  | 96  | 97  | 291 | 99  | 98  | 96  | 293 | 584      | Q     |
| 7    | PRK Jo Yong-Suk               | 94  | 97  | 97  | 288 | 98  | 98  | 99  | 295 | 583 (50) | Q     |
| 8    | SRB Zorana Arunović           | 97  | 99  | 97  | 293 | 96  | 95  | 99  | 290 | 583 (49) | Q     |
| 9    | BUL Maria Grozdeva            | 100 | 94  | 90  | 284 | 100 | 100 | 99  | 299 | 583 (48) |       |
| 10   | BUL Antoaneta Boneva          | 97  | 96  | 96  | 289 | 97  | 99  | 99  | 293 | 582      |       |
| 11   | KOR Kim Kyeong-Ae             | 95  | 95  | 96  | 286 | 99  | 100 | 97  | 296 | 582      |       |
| 12   | GER Munkhbayar Dorjsuren      | 97  | 99  | 98  | 294 | 96  | 98  | 94  | 288 | 582      |       |
| 13   | CZE Lenka Marušková           | 97  | 98  | 97  | 292 | 97  | 96  | 97  | 290 | 582      |       |
| 14   | FRA Stéphanie Tirode          | 99  | 97  | 96  | 292 | 96  | 97  | 97  | 290 | 582      |       |
| 15   | GEO Nino Salukvadze           | 97  | 98  | 94  | 289 | 96  | 96  | 100 | 289 | 581      |       |
| 16   | TPE Tien Chia-chen            | 95  | 96  | 98  | 289 | 98  | 97  | 96  | 291 | 580      |       |
| 17   | AUS Lalita Yauhleuskaya       | 96  | 95  | 97  | 288 | 98  | 99  | 95  | 292 | 580      |       |
| 18   | SRB Jasna Šekarić             | 95  | 93  | 96  | 284 | 99  | 99  | 97  | 295 | 579      |       |
| 19   | IND Rahi Sarnobot             | 97  | 98  | 96  | 291 | 96  | 96  | 96  | 288 | 579      |       |
| 20   | CHN Yuan Jing                 | 95  | 96  | 97  | 288 | 96  | 99  | 96  | 291 | 579      |       |
| 21   | FRA Céline Goberville         | 97  | 98  | 98  | 293 | 98  | 93  | 95  | 286 | 579      |       |
| 22   | ESP Sonia Franquet            | 97  | 98  | 98  | 293 | 92  | 98  | 96  | 286 | 579      |       |
| 23   | AZE Irada Ashumova            | 97  | 96  | 94  | 287 | 100 | 95  | 96  | 291 | 578      |       |
| 24   | RUS Anna Mastyanina           | 92  | 98  | 96  | 286 | 96  | 98  | 98  | 292 | 578      |       |
| 25   | BLR Viktoria Chaika           | 97  | 96  | 96  | 289 | 98  | 94  | 97  | 289 | 578      |       |
| 26   | GER Claudia Verdicchio-Krause | 96  | 96  | 97  | 289 | 97  | 97  | 95  | 289 | 578      |       |
| 27   | MGL Otryadyn Gündegmaa        | 93  | 95  | 96  | 284 | 99  | 99  | 95  | 293 | 577      |       |
| 28   | USA Sandra Uptagrafft         | 95  | 94  | 97  | 286 | 98  | 98  | 94  | 290 | 576      |       |
| 29   | SUI Heidi Diethelm Gerber     | 95  | 98  | 96  | 289 | 97  | 97  | 95  | 286 | 575      |       |
| 30   | IND Annu Raj Singh            | 96  | 94  | 96  | 286 | 96  | 96  | 97  | 289 | 575      |       |
| 31   | JPN Yukari Konishi            | 95  | 96  | 91  | 282 | 100 | 96  | 96  | 292 | 574      |       |
| 32   | VIE Lê Thị Hoàng Ngọc         | 95  | 96  | 98  | 289 | 92  | 93  | 100 | 285 | 574      |       |
| 33   | POR Joana Castelão            | 97  | 92  | 94  | 283 | 93  | 97  | 98  | 288 | 571      |       |
| 34   | AUS Hayley Chapman            | 93  | 92  | 93  | 278 | 97  | 96  | 97  | 290 | 568      |       |
| 35   | POL Beata Bartków-Kwiatkowska | 95  | 96  | 96  | 287 | 91  | 95  | 94  | 280 | 567      |       |
| 36   | THA Naphaswan Yangpaiboon     | 93  | 95  | 95  | 283 | 97  | 93  | 93  | 283 | 566      |       |
| 37   | GBR Georgina Geikie           | 94  | 95  | 95  | 284 | 94  | 94  | 90  | 278 | 562      |       |
| 38   | VEN Maribel Pineda            | 96  | 99  | 93  | 288 | 90  | 90  | 92  | 272 | 560      |       |
| 39   | BRA Ana Luiza Mello           | 94  | 92  | 94  | 280 | 94  | 89  | 97  | 280 | 560      |       |

### Final
| Pos.              | Atleta                    | Qualif. | Final | Total | Notas |
| ----------------- | ------------------------- | ------- | ----- | ----- | ----- |
| Medalha de ouro   | KOR Kim Jang-Mi           | 591     | 201.4 | 792.4 |       |
| Medalha de prata  | CHN Chen Ying             | 585     | 206.4 | 791.4 |       |
| Medalha de bronze | UKR Olena Kostevych       | 585     | 203.6 | 788.6 |       |
| 4                 | SRB Zorana Arunović       | 583     | 204.3 | 787.3 |       |
| 5                 | RUS Kira Mozgalova        | 585     | 201.9 | 786.9 |       |
| 6                 | HUN Zsófia Csonka         | 584     | 200.0 | 784.0 |       |
| 7                 | PRK Jo Yong-suk           | 583     | 199.3 | 782.3 |       |
| 8                 | THA Tanyaporn Prucksakorn | 586     | 192.4 | 778.4 |       |

Legenda
| Recorde mundial      | Recorde mundial (World record)               |                       | Recorde africano                      | Recorde africano (African) |                                           | Q | Classificado por posição (Qualified) |
| Recorde olímpico     | Recorde olímpico (Olympic record)            | Recorde da América    | Recorde da América (Americas)         | q                          | Classificado por melhor tempo (Qualified) |   |                                      |
| Melhor marca do ano  | Melhor marca do ano (World leading)          | Recorde asiático      | Recorde asiático (Asian)              | DNS                        | Não largou (Did not start)                |   |                                      |
| Recorde nacional     | Recorde nacional (National record)           | Recorde europeu       | Recorde europeu (European)            | DNF                        | Não terminou (Did not finish)             |   |                                      |
| Recorde pessoal      | Recorde pessoal do atleta (Personal best)    | Recorde da Oceania    | Recorde da Oceania (Oceania)          | DSQ / DQ                   | Desclassificado (Disqualified)            |   |                                      |
| Recorde da temporada | Recorde da temporada do atleta (Season best) | Recorde sul-americano | Recorde sul-americano (South America) | NM                         | Sem marca (No mark)                       |   |                                      |